# Flammende Grenze
Flammende Grenze ist ein US-amerikanischer Western aus dem Jahr 1935 von Carl Pierson mit John Wayne und Muriel Evans in den Hauptrollen.

## Handlung
Nachdem der Cherokee Strip von der Regierung zur Besiedlung freigegeben wurde, kann Milt Dawson seinen Sohn John nicht umstimmen seine Pläne als Cowboy zu arbeiten fallenzulassen. John liebt Hanna Lewis, wurde aber angeheuert, um eine Siedlergruppe von Kansas durch Indianergebiet in das neue Siedlungsgebiet in die Stadt Frontier zu führen. Dort plant der skrupellose Saloonbesitzer Ace Holmes, die ansässigen Indianer zu vertreiben und ihr Eigentum mit Gewinn an Neuankömmlinge zu verkaufen. Nachdem Ace einen Bürger der Stadt getötet hat, fordert Hannas Vater Tom die Bürger auf, einen Sheriff einzustellen. Milt nimmt die Position widerwillig an und nachdem er Ace gewarnt hat, sein Verhalten zu ändern, schießt Ace ihm in den Rücken. 
Johns Siedlertreck wird von dem Gesetzlosen Kit und seiner Bande angegriffen, die auf der Suche nach Nahrung und Gold sind. John kann den Angriff abwehren, indem er sich bereit erklärt, einen Lebensmittelvorrat abzugeben. Als John in Frontier ankommt, ist er bestürzt über die Nachricht vom Mord an seinem Vater und übernimmt die Verantwortung des Sheriffs. John befiehlt Ace, seine Saloons bis sechs Uhr abends zu schließen. Ace versucht John in einen Hinterhalt zu locken, indem er ihm eine Nachricht schickt, die ihn zum Mörder seines Vaters führen soll. Auf dem Weg zum Treffpunkt erkennt John jedoch die Spuren von Aces Bande und entwaffnet ihren Wachposten Pete. John setzt Pete gefesselt auf sein Pferd, der von Aces Männern erschossen wird, als John entkommt. John kehrt in die Stadt zurück, um den Saloon zu schließen, doch der Barkeeper schlägt ihn bewusstlos. Bevor Ace John töten kann, treffen Kit und seine Männer ein. Als John das Bewusstsein wiedererlangt, macht er Kit und seine Männer zu Deputies.
Ace ruft die Norton-Bande zu Hilfe. Hannas Bruder Tom schließt sich dem Kampf an und zündet den Saloon an. Während John zwischen Aces und Nortons Männern gefangen ist, kommt es zu einem heftigen Kampf, bei dem sich Ace und Kit gegenseitig töten. Nachdem der Frieden in der Stadt wiederhergestellt ist, bittet der örtliche Geistliche seine Gemeinde, sich an die Menschen zu erinnern, die gegen die Gesetzlosigkeit gekämpft haben. John und Hanna hören gemeinsam zu.

## Hintergrund
Gedreht wurde der Film ab Mitte August 1935.
Aus Werbematerial geht hervor, dass für die Brandszenen ein ganzer Straßenzug mit sechzig Gebäuden in der Nähe der Trem-Carr-Ranch in Newhall in Kalifornien in Brand gesetzt wurde. Laut Produktionstabellen wurde der Film in Kernville (Kalifornien) gedreht. 
„New Frontier“ war auch der Originaltitel des Films Wasser für Arizona, 1939 von Republic produziert und mit John Wayne in der Hauptrolle.

## Veröffentlichung
Die Premiere des Films fand am 24. Oktober 1935 statt. In der Bundesrepublik Deutschland wurde er am 25. Juli 1980 in einer stark gekürzten Fassung (25 Minuten) als 49. Folge der Westernserie Western von gestern im deutschen Fernsehen gezeigt.